# Leander (Texas)
Leander és una població dels Estats Units a l'estat de Texas. Segons el cens del 2000 tenia 7.596 habitants.

## Demografia
Segons el cens del 2000, Leander tenia 7.596 habitants, 2.522 habitatges, i 2.042 famílies. La densitat de població era de 392,6 habitants/km².
Dels 2.522 habitatges en un 0% hi vivien nens de menys de 18 anys, en un 65,5% hi vivien parelles casades, en un 10,5% dones solteres, i en un 19% no eren unitats familiars. En el 14,8% dels habitatges hi vivien persones soles el 3,6% de les quals corresponia a persones de 65 anys o més que vivien soles. El nombre mitjà de persones vivint en cada habitatge era de 3,01 i el nombre mitjà de persones que vivien en cada família era de 3,33.
Per edats la població es repartia de la següent manera: un 33,5% tenia menys de 18 anys, un 7,6% entre 18 i 24, un 38,6% entre 25 i 44, un 15,7% de 45 a 60 i un 4,6% 65 anys o més.
L'edat mediana era de 30 anys. Per cada 100 dones de 18 o més anys hi havia 96 homes.
La renda mediana per habitatge era de 53.504 $ i la renda mediana per família de 55.051 $. Els homes tenien una renda mediana de 36.021 $ mentre que les dones 27.413 $. La renda per capita de la població era de 20.263 $. Aproximadament el 2,5% de les famílies i el 4,2% de la població estaven per davall del llindar de pobresa.

## Poblacions més properes
El següent diagrama mostra les poblacions més properes.